# Seraphimite Church

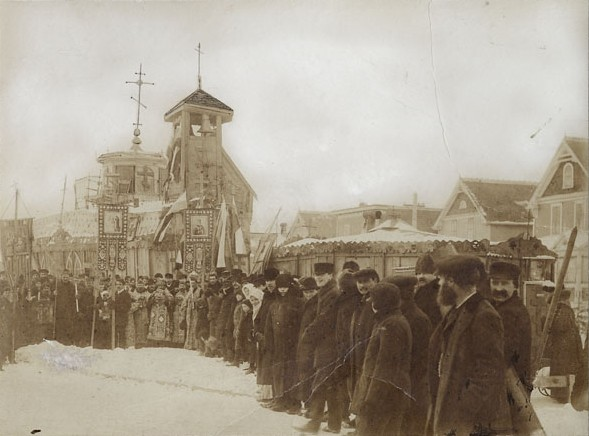
Kathedrale in Winnipeg 1905

Die Seraphimiten waren die erste unabhängige ukrainische Kirche in Nordamerika, die aus Anhängern des Bischofs Seraphim bestand. Die Seraphimiten-Kirche entstand unabhängig in Winnipeg. Sie hatte keine Verbindung zu einer Kirche in Europa.
Ukrainische Immigranten, vor allem aus den damaligen österreichisch-ungarischen Provinzen aus den Regionen der Bukowina und Galizien, begannen 1891 nach ihrer Ankunft in Kanada mit der Gründung ihrer Gemeinde und dem Kirchenbau. Die Neuankömmlinge aus der Bukowina waren meist orthodoxe Gläubige, die Einwanderer aus Galizien kamen größtenteils aus katholischen Ostkirchen. Die Kirchgemeinden verwendeten den ihnen aus ihrer Heimat bekannten orthodox-byzantinischen Ritus. Bis 1903 war die Zahl der ukrainischen Einwanderer im Westen Kanadas groß genug, um die Aufmerksamkeit von religiösen Führern, Politikern und Pädagogen für ihre Interessen zu erringen.
Erste Kirche war die ‚Eisenschrott-Kathedrale‘ (englisch Tin Can Cathedral oder Scrap-Iron Cathedral, ukrainisch Бляшана Катедра Bljashnaja katedra) in Winnipeg, Manitoba in Kanada ⊙.

## Prinzipale

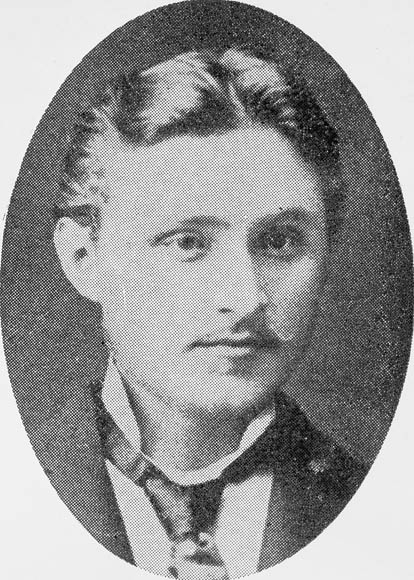
Cyril Genik (1857–1925)

Die zentrale Figur in der ukrainischen Gemeinde in Winnipeg war in dieser Zeit der aus Galizien stammende Cyril Genik (1857–1925). Nach dem Schulabschluss an einem ukrainischen Gymnasium in Lemberg und einem kurzen Jurastudium an der Universität Czernowitz. verließ er seine Heimat. Genik war ein Freund und Trauzeuge Iwan Frankos, dessen Buch Лис Микита (Fuchs Nikita) mit beißender Satire den Klerus brandmarkte und auch sozialistische Neigungen zeigte. Franko forderte eine Bodenreform zugunsten armer Bauern und Siedler sowie die Befreiung des Volkes von der Bevormundung durch den Klerus. Genik wurde nach seiner Ankunft in Kanada von der kanadischen Regierung als Einwanderungs-Agent nach dem Dominion Lands Act eingesetzt, um den neu angekommenen Siedlern Land und Höfe zuzuweisen. Die Grundschullehrer Iwan Bodrug (1874–1952), sein Cousin sowie sein Freund Iwan Negrich (1875–1946) kamen ebenfalls aus Bereziv bei Kolomyja in Galizien. Die drei Männer bildeten den Kern um die Führung dieser ukrainischen Gemeinde, und wurden als die Bereziv Triumvirate (Березівська Трійця) bekannt. Genik war der älteste von den dreien und der einzige bereits verheiratete. Seine Frau Pauline (geb. Tsurkowsky) war die Tochter eines Priesters, eine gebildete Frau; sie hatten drei Söhne und drei Töchter.
Die andere Hauptperson war Bischof Seraphim, mit wirklichem Namen Stefan Ustvolsky, vom russischen Heiligen Synod in St. Petersburg seines Priesteramts enthoben. Nach eigenen Angaben begann seine Reise, als er aus persönlichen Gründen zum Berg Athos gereist und dort von Bischof St. Anphim geweiht worden sei. Man vermutet heute, dass der Heilige Anphim Bischof Seraphim alias Ustvolsky tatsächlich geweiht hat. Er habe dies dem russischen Zaren zum Trotz getan, der zu diesem Zeitpunkt im Streit mit dem Heiligen Synod über die Gewalt der russisch-orthodoxen Kirche stand (Diese Erzählung hatte er in die Neue Welt mitgebracht). Als vermeintlicher Bischof reiste Seraphim nach Nordamerika, wo er eigentlich mit einigen ukrainischen Priestern in Philadelphia bleiben sollte. In Winnipeg angekommen, zeigte er aber keine Loyalität zur russisch-orthodoxen Kirche oder zu sonst jemanden und blieb in Kanada. Die Ukrainer in den ländlichen Gegenden akzeptierten ihn als reisenden heiligen Pilger, eine Tradition, die zurückreicht bis zu den Anfängen des Christentums.

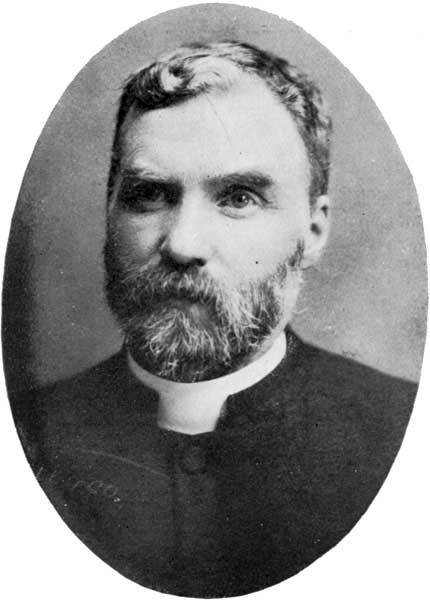
Dr. William Patrick (1852–1911)

Eine weitere Person, die an den damaligen Ereignissen um die Eisenschrott-Kathedrale beteiligt gewesen ist, war Seraphims Assistent Makarii Marchenko. Marchenko fungierte als Diakon und Kantor und assistierte Seraphim beim Gottesdienst. Er lernte Seraphim in den Vereinigten Staaten kennen und kam mit ihm zusammen nach Winnipeg. Der römisch-katholische Erzbischof Adélard Langevin vom Erzbistum Saint-Boniface in St. Boniface und Oberhaupt der römisch-katholischen Diözese in Westkanada sah, dass seine Priester nicht mehr den Bedürfnissen der ukrainischen Bevölkerung in Kanada genügten. Ein weiterer Beteiligter an diesen Vorgängen war William Patrick, der Leiter des Manitoba-Colleges der University of Winnipeg, eines presbyterianischen Colleges in Winnipeg und der Liberal Party of Manitoba und zugleich russisch-orthodoxer Missionar.

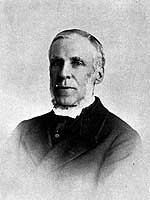
Dr. J. M. King (1829–1899)

## Entstehung und Entwicklung
Die Führung der Gemeinde ersuchte um Hilfe bei kanadischen Politikern zur Errichtung eines Kirchengebäudes. Der kanadische Politiker, das Mitglied der Legislativversammlung von Manitoba (englisch Legislative Assembly of Manitoba) Joseph Bernier, nahm sich dessen an, wobei er sich auf ein Gesetz von 1902 berief, das besagte: „Das Gut der griechischen Ruthenen ist zu fördern (Ukrainer wurden auch Ruthenen genannt) und deren Unierte Kirche waren in unter Oberhoheit und Gemeinschaft mit Rom“. Erzbischof Langevin deklariert, „die Ruthenen müssen wie die Katholiken beweisen, dass sie die Eigenschaft über ihre Kirche besitzen, und nicht wie Protestanten … zu einem einzelnen oder einem Ausschuss von Laien und unabhängig von den Priestern oder einen Bischof“. Die Größe der ukrainischen Bevölkerung in den ländlichen Gebieten hatte auch das Interesse der russisch-orthodoxen Missionare angezogen, was aber vermieden werden sollte. Zu diesem Zeitpunkt gab die russisch-orthodoxe Kirche etwa $ 100.000 pro Jahr für ihre Missionsarbeit in Nordamerika aus. Um die ukrainischen Einwanderer für die presbyterianische Kirche zu interessieren und lud er junge Männer aus der ukrainischen Gemeinde vom Manitoba College ein (heute University of Winnipeg), wo spezielle Kurse für junge Ukrainer angeboten wurden, die Priester in der neu gegründeten Unabhängigen orthodoxen Kirche werden wollten. Der Direktor der Hochschule, Dr. King, befragte in fließendem Deutsch die Kandidaten Bodrug und Negrich. Genik übersetzte ihre schulischen Dokumente aus dem Polnischen ins Englische. Sie wurden die ersten ukrainischen Studenten einer Universität in Nordamerika. Die Manitoba Hochschule war zu dieser Zeit mit der University of Manitoba verbunden.

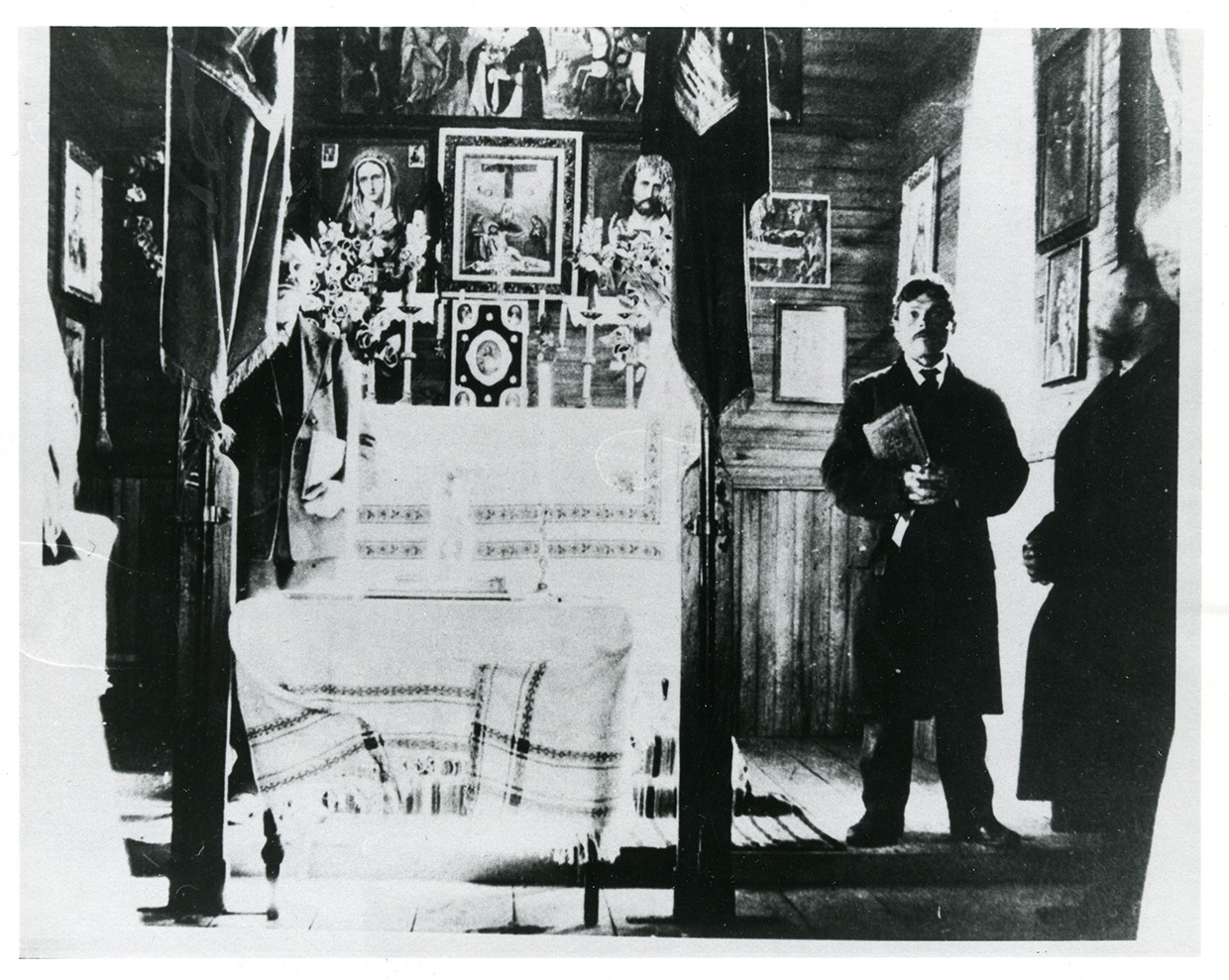
Die Eisenschrottkathedrale von innen mit dem Altar.

Genik, Bodrug und Negrich unternahmen viel zur Festigung ihrer Gemeinschaft. Sie kamen im April 1903 nach Winnipeg und brachten Bischof Seraphim mit, um die Unabhängigkeit ihrer Gemeinde von europäischen Kirchen zu wahren. Mit Seraphim bekam die ukrainisch-orthodoxe Kirche ihr Oberhaupt. Um die Ukrainer zugleich zu besänftigen, wurde die Gemeinschaft Seraphimiten-Kirche genannt. Sie feierten den vertrauten byzantinischen Ritus. Bischof Seraphim begann Priester, Kantore und Diakone zu ordinieren, bzw. zu weihen. Im Dezember 1903 wurde das Gebäude auf der Ostseite des McGregor-Street zwischen Manitoba und der Pritchard-Avenue, die Heilige Geist Kirche, durch Bischof Seraphim geweiht. Im November 1904 begann der Bau der Eisenschrott-Kathedrale aus Metallschrott und Holz an der Ecke King-Street und Stella-Avenue. Sie wurde mit rund 50 Priestern und zahlreichen Diakonen geweiht. Unter den Klerikern befanden sich zahlreiche Leseunkundige, was anfangs zu Schwierigkeiten bei der Durchführung der priesterlichen Pflichten in den Siedlungen der Ukrainer führte. Seraphim predigte eine unabhängige Orthodoxie und bestand auf eigenen treuhänderischen Besitz des kirchlichen Eigentums. Innerhalb von zwei Jahren hatte die Kirche fast 60.000 Anhänger.
Aufgrund verschiedener Indiskretionen und Problemen mit Alkohol, verlor Seraphim das Vertrauen seiner Förderer, die ihn ursprünglich geholt hatten. Sie versuchten, Seraphim zum Gehen zu bewegen und zugleich selbst das Vertrauen zu ihrer Gemeinde nicht zu verlieren. Seraphim ging nach St. Petersburg, um eine offizielle Anerkennung zu erreichen und weitere Mittel des russischen Heiligen Synods für die Seraphimiten-Kirche zu bekommen. In seiner Abwesenheit organisierten Iwan Bodrug und Iwan Negrich, die Theologiestudenten am Manitoba-Kollege waren, sowie weitere Priester der Seraphimiten-Kirche, eigene Hilfe und beschafften Garantien zur weiteren Finanzierung der Seraphim-Kirche mit dem Ziel, dass diese allmählich dem presbyterianischen Modell folgen würde. Im Spätherbst 1904 kehrte Seraphim aus Russland zurück, brachte aber keine Garantien «пособія» mit. Nach seiner Rückkehr entdeckte er den Verrat und exkommunizierte prompt alle beteiligten Priester. Er veröffentlichte in der Lokalpresse steckbriefähnliche Bilder der vermeintlichen Verräter, mit Namen auf der Brust gedruckt. Seine Rache erwies sich als kurzlebig. Bald wurde bekannt, dass er selbst vom russischen Heiligen Synod exkommuniziert worden war. Überliefert ist folgende Aussage: „… wenn der Heilige Synod und der Seraphim alle seine Priester exkommuniziert, verlässt er sie im Jahr 1908, um nie wieder zurückzukehren. …“

## Nachwirkungen

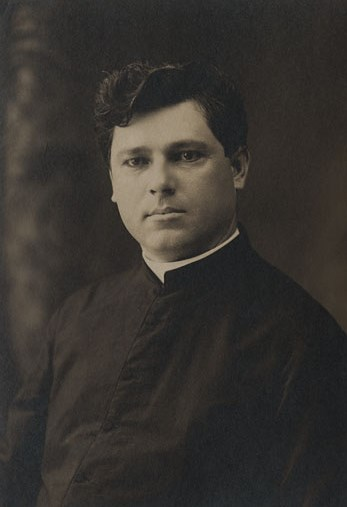
Ivan Bodrug (1874–1952)

Die nach dem Bau der Eisenschrott-Kathedrale und der Gründung der ersten „Seraphimiten-Gemeinde“ entstandenen Differenzen führten zur weiteren Verselbstständigung der niedergelassenen ukrainischen Gläubigen. In der Folge dieses religiösen Machtkampfes um die Oberhoheit und Ausrichtung der „Seraphimiten“ entstand so eine der ersten unabhängigen ukrainisch-kanadischen Gemeinden in Kanada.
Iwan Bodrug, einer der Abweichler aus der Seraphimiten-Kirche, wurde in der Folge Oberhaupt der neuen unabhängigen Kirche und war ein charismatischer Priester mit eigenem Recht. Er predigte ein eher protestantisches Christentum aufgrund seines evangelisch-presbyterianischen Einflusses. Er lebte bis in die 1950er Jahre.
Die zuerst von Seraphim genutzte Heilig-Geist-Kirche wurde abgerissen. Das zweite mit presbyterianischen Mitteln errichtete Gebäude befindet sich an der North End von Winnipeg. Die Kirchen wurden unabhängig voneinander an der Ecke Pritchard-Avenue und McGregor-Street gebaut.
Der katholische Erzbischof Langevin erhöhte seine Anstrengungen, um die ukrainische Gemeinschaft in der römisch-katholischen Gemeinschaft zu assimilieren. Er gründete die Basilian Church of St. Nicholas mit dem belgischen Priester Pater Achille Delaere und anderen Klerikern aus der Kongregation der Basiliuspriester, die auch Altkirchenslawisch lesen konnten, sowie nach dem byzantinisch-griechischen Ritus gekleidet waren und auch Predigten in ukrainischer wie in polnischer Sprache halten konnten. Dessen Kirche war auf der anderen Straßenseite von der unabhängigen ukrainischen katholischen Kathedrale von St. Vladimir und Olga an der McGregor-Street in North-End-Winnipeg gebaut worden. Eine solche Konkurrenz bot aber auch ukrainisch-kanadischen Kindern eine größere Chance zum Erlernen und Sprechen der ukrainischen Sprache.
Die Liberale Partei Kanadas war sich bewusst, dass die Ukrainer sich nicht mehr mit Erzbischof Louis-Philippe Adélard Langevin verbündeten. Die römisch-katholische Kirche, die sich eher nach der Konservativen Partei ausrichtete, finanzierte dafür die erste ukrainische Zeitung in Kanada, Der kanadische Bauer (Канадійскій Фермер). Der erste Herausgeber war kein anderer als Iwan Negrich.
Seraphim verschwand um etwa 1908, aber es wurde über ihn noch in der "Ukrainische Stimme" (Український Голос, erscheint bis heute in Winnipeg) berichtet. Diesen Berichten zufolge soll er bis 1913 an Arbeiter der Eisenbahn-Baugesellschaft in British Columbia Bibeln verkauft haben. In anderen überlieferten Versionen der Geschichte, kehrte er nach Russland zurück.
Cyril Genik zog mit seiner ältesten Tochter und einem seiner Söhne in die Vereinigten Staaten nach North Dakota, von wo er nach einigen Jahren nach Kanada zurückkehrte und dort 1925 starb.
Makarii Marchenko erklärte nach Seraphims Weggang, er sei nicht nur der neue Bischof der Seraphimiten-Kirche, sondern auch der Erz-Patriarch und Erzbischof. Nicht alle Gemeindemitglieder begrüßten diese Entwicklung und die Exkommunikation Seraphims. Marchenko schildert in seinen Reiseberichten über seine Seelsorgetätigkeit in den 1930er Jahren bei den kanadischen Ukrainern in den ländlichen Gebieten Kanadas den Rückgang des östlichen Ritus.